# 23 Thalia
A 23 Thalia a Naprendszer kisbolygóövében található aszteroida. John Russell Hind fedezte fel 1852. december 15-én.